# Norfolk (Virginia)
Norfolk ist eine Stadt im US-Bundesstaat Virginia. Norfolk liegt im Südosten Virginias am Elizabeth River in der Region Hampton Roads. Sie gehört zu keinem County, sondern ist eine kreisfreie Stadt (independent city).
Das U.S. Census Bureau hat bei der Volkszählung 2020 eine Einwohnerzahl von 238.005 ermittelt. Die Stadt erstreckt sich über eine Landfläche von knapp 140 km² und gut 110 km² Wasserflächen. In Norfolk befindet sich mit der Naval Station Norfolk der US-Marine die größte Marinebasis der Welt.

## Umgebung
Im Ballungsraum von Hampton Roads liegen die Städte Virginia Beach, Chesapeake, Newport News, Hampton, Portsmouth, Suffolk, Williamsburg und Poquoson, sowie der Verkehrsknotenpunkt des Flughafens Norfolk International Airport.

## Geschichte
An der Stelle der heutigen Stadt lag ursprünglich die Ortschaft Skicoak der Chesipean-Indianer. Diese waren bei Ankunft der ersten Siedler durch die Powhatan-Indianer vertrieben worden.
Nachdem sich die ersten englischen Siedler Anfang des 17. Jahrhunderts in Jamestown niedergelassen hatten, wurden die Gebiete am Elizabeth River und den angrenzenden Gewässern besiedelt. Es wurden Fähren eingerichtet und Tabak angebaut.
Die Gründung von Norfolk geht auf das Jahr 1682 zurück. 1698 wurde die erste Kirche errichtet und 1761 die erste öffentliche Schule.
Im Unabhängigkeitskrieg wurde Norfolk zum letzten Stützpunkt der britischen Krone. Im Anschluss an die Schlacht von Great Bridge (1775) gelangte es jedoch unter die Kontrolle der amerikanischen Patrioten. Als der sich zurückziehende britische Kommandant Lord Dunmore diese 1776 von seinen Schiffen aus beschießen ließ, wurden große Teile der Stadt zerstört. Nach dem Ende der britischen Blockade begann 1783 der Neuaufbau der Ortschaft.
1801 errichtete die Marine einen ersten Stützpunkt. Den Status einer Stadt bekam Norfolk im Jahr 1845 zugesprochen.
Der Bürgerkrieg erreichte Norfolk im Jahr 1861. Virginia stellte sich auf die Seite der Konföderation und forderte von den Soldaten im Norfolk Naval Shipyard die Unterstellung unter die Konföderation oder die Kapitulation. Der Kommandeur des Standortes Charles Stewart McCauley, war loyal zu den USA und befahl, da er Norfolk nicht verteidigen konnte, die Zerstörung von Schiffen und Kriegsgerät. Dennoch fiel den Konföderierten bei der Eroberung des Standortes Kriegsgerät in die Hände. 1862 fand in der Schlacht von Hampton Roads ein Seekampf zwischen zwei Panzerschiffen statt. Norfolk fiel an die Nordstaaten.
Im Jahr 1907 entsandte US-Präsident Theodore Roosevelt 15 Schiffe der Great White Fleet von Norfolk zu einer Machtdemonstration um die Welt.
Eugene Burton Ely schrieb 1910 Fluggeschichte, als er mit einem Doppeldecker erfolgreich von einer Rampe auf dem Deck des Kreuzers USS Birmingham abhob.

## Militär
Die United States Navy unterhält in Norfolk einen Marinestützpunkt, der sich bis ins benachbarte Portsmouth erstreckt und Heimathafen der US-Atlantikflotte ist.
Die Naval Station Norfolk ist die größte Basis der US-Marine in den USA und enthält auch einen Marine-Flughafen. Mehrere Flugzeugträger, U-Boote und andere Kriegsschiffe sind in Norfolk stationiert. In der Schiffswerft Norfolk Naval Shipyard werden Schiffe der Navy gewartet und modernisiert. In der weiter nördlich gelegenen Werft von Newport News Shipbuilding werden die großen Flugzeugträger der Nimitz-Klasse gewartet und diejenigen der Ford-Klasse gebaut.
Zudem befindet sich in Norfolk das Hauptquartier des ACT (Headquarters Supreme Allied Commander Transformation; HQ SACT), eines der beiden strategischen Hauptquartiere der NATO.

## Kultur und Sehenswürdigkeiten
In Norfolk befindet sich das Chrysler Museum of Art. Im Hafen von Norfolk liegt das maritime Museum Nauticus und in dessen unmittelbarer Nähe befindet sich das Museumsschiff Wisconsin. Außerdem findet sich in Norfolk das MacArthur Memorial mit Denkmal und Sarkophag Douglas MacArthurs sowie der Virginia Zoological Park.

## Bildung
Weiterhin ist Norfolk Sitz der Old Dominion University, der Norfolk State University sowie der Eastern Virginia Medical School und des Tidewater Community College.

## Städtepartnerschaften
Die Stadt Norfolk unterhält Städtepartnerschaften mit
- Wilhelmshaven (Deutschland) seit 1976 und
- Toulon (Frankreich) seit 1988

Alle drei Städte haben den jeweils größten Marinestützpunkt ihres Landes und sind sich insofern ähnlich.
Weitere Städtepartnerschaften bestehen mit
- Kitakyūshū, Präfektur Fukuoka, Japan, seit 1963
- Kaliningrad, Russland, 1992
- Halifax, Nova Scotia, Kanada, seit 2006
- Cagayan de Oro, Mindanao, Philippinen, seit 2008
- Kochi, Kerala, Indien, seit 2001
- Tema, Region Accra, Ghana, seit 2010

 Ferner besteht eine Partnerschaft mit der Grafschaft Norfolk im Vereinigten Königreich.
 Freundschaftliche Beziehungen gibt es zwischen Norfolk und Beilun, einem Bezirk der Stadt Ningbo in der Volksrepublik China.

## Schulpartnerschaft
Die Privatschule Norfolk Academy unterhält seit 1973 mit dem Copernicus-Gymnasium Löningen in Niedersachsen eine Schulpartnerschaft. Jährlich nehmen ca. 15–21 Schüler der 10., 11. und 12. Klasse an dem beliebten Austausch teil. Damit ist dieses Austauschprogramm das am längsten währende aktive Austauschprogramm zwischen einer deutschen und einer amerikanischen Schule.

## Persönlichkeiten

### Persönlichkeiten mit Bezug zur Stadt
- John Stratton (1769–1804), Politiker; starb in Norfolk
- Littleton Waller Tazewell (1774–1860), Politiker; starb in Norfolk
- James Johnson († 1825), Politiker; leitete die Zollbehörde in Norfolk
- Francis Mallory (1807–1860), Politiker; arbeitete als Arzt in Norfolk
- John Blake Rice (1809–1874), Politiker; starb in Norfolk
- Asa Biggs (1811–1878), Jurist und Politiker; lebte in Norfolk
- George Edward Pickett (1825–1875), Generalmajor in der Armee der Konföderierten Staaten von Amerika
- John Goode (1829–1909), Jurist und Politiker; lebte und starb in Norfolk
- John F. Dezendorf (1834–1894), Politiker; arbeitete als Landvermesser und Steuerschätzer in Norfolk
- Joseph Henry Sweney (1845–1918), Politiker; starb in Norfolk
- George E. Bowden (1852–1908), Politiker; leitete die Zollbehörde im Hafen von Norfolk
- Joseph T. Deal (1860–1942), Politiker; lebte und starb in Norfolk
- Charles R. Thomas (1861–1931), Politiker; starb in Norfolk
- Harry Marcy Coudrey (1867–1930), Politiker; starb in Norfolk
- Norman R. Hamilton (1877–1964), Politiker; arbeitete als Zeitungsreporter in Norfolk
- Andrew James Louis Brennan (1877–1956), römisch-katholischer Bischof von Richmond; starb in Norfolk
- Douglas MacArthur (1880–1964), Heeresoffizier; fand letzte Ruhestätte in Norfolk im MacArthur Memorial
- Menalcus Lankford (1883–1937), Politiker; arbeitete als Rechtsanwalt in Norfolk
- Ralph Hunter Daughton (1885–1958), Politiker; praktizierte als privater Rechtsanwalt in Norfolk
- Marc Andrew Mitscher (1887–1947), Marineflieger und Admiral; übernahm 1946 das Kommando über die 8. US-Flotte in Norfolk
- Colgate Darden (1897–1981), Politiker; praktizierte als Rechtsanwalt in Norfolk
- Albert Leroy David (1902–1945), Marineoffizier
- Arnold Strauss (1902–1965), deutsch-US-amerikanischer Pathologe und Kunstsammler; arbeitete in Norfolk
- Walter Percy Chrysler, Jr. (1909–1988), Unternehmer und Kunstsammler; starb in Norfolk
- Walter B. Jones senior (1913–1992), Politiker; starb in Norfolk
- Minnie Gentry (1915–1993), Schauspielerin
- Ted Reinhardt († 2015), Schlagzeuger; starb 2015 bei einem Flugzeugabsturz im Botanischen Garten von Norfolk
- Lewis S. Ford (1933–2018), Philosoph und Theologe; Professor an der Old Dominion University in Norfolk
- Moses Malone (1955–2015), Basketballspieler; starb in Norfolk
- Andrey Kasparov (* 1966), russisch-armenischer Pianist und Komponist; Professor für Musik an der Old Dominion University in Norfolk

## Klimatabelle
|                       | Jan  | Feb  | Mär  | Apr  | Mai  | Jun  | Jul   | Aug   | Sep  | Okt  | Nov  | Dez  |   |         |
| Mittl. Tagesmax. (°C) | 8,5  | 9,8  | 14,4 | 19,4 | 24,1 | 28,3 | 30,2  | 29,5  | 26,4 | 20,8 | 16,2 | 11,2 | ⌀ | 19,9    |
| Mittl. Tagesmin. (°C) | −0,6 | 0,2  | 4,1  | 8,4  | 13,8 | 18,4 | 21,1  | 20,8  | 17,9 | 11,6 | 6,6  | 1,9  | ⌀ | 10,4    |
|                       |      |      |      |      |      |      |       |       |      |      |      |      |   |         |
| Niederschlag (mm)     | 96,0 | 88,1 | 94,0 | 77,7 | 96,8 | 97,0 | 128,5 | 122,2 | 99,1 | 80,0 | 72,4 | 82,0 | Σ | 1.133,8 |
|                       |      |      |      |      |      |      |       |       |      |      |      |      |   |         |
| Regentage (d)         | 8,7  | 8,2  | 8,2  | 7,9  | 8,3  | 7,7  | 9,3   | 8,5   | 6,3  | 5,8  | 6,1  | 8,2  | Σ | 93,2    |

| −0,6 |

| 0,2 |

| 4,1 |

| 8,4 |

| 13,8 |

| 18,4 |

| 21,1 |

| 20,8 |

| 17,9 |

| 11,6 |

| 6,6 |

| 1,9 |

| −0,6 |

| 0,2 |

| 4,1 |

| 8,4 |

| 13,8 |

| 18,4 |

| 21,1 |

| 20,8 |

| 17,9 |

| 11,6 |

| 6,6 |

| 1,9 |